# Berquist Ridge
Il Berquist Ridge (in lingua inglese: Dorsale di Berquist) è una dorsale montuosa arcuata, lunga 15 km, che si sviluppa in direzione ovest a partire dalla sua congiunzione con il Madey Ridge, nel Neptune Range dei Monti Pensacola in Antartide. 
La dorsale è stata mappata dallo United States Geological Survey (USGS) sulla base di rilevazioni e foto aeree scattate dalla U.S. Navy nel periodo 1956-66.
La denominazione è stata assegnata dall'Advisory Committee on Antarctic Names (US-ACAN) in onore di Robert M. Berquist, fotografo che passò l'inverno del 1958 presso la Stazione Ellsworth.